# Wuhan Iron and Steel
Wuhan Iron and Steel (Group) Corp. (WISCO) (武汉钢铁(集团)公司 pinyin: Wǔhàn Gāngtiě(Jítuán) Gōngsī) er en kinesisk stål- og jernkoncern. Den blev etableret i 1958 i Qingshan i Wuhan i Kina. Koncernen producerede i 2011 37,7 mio. tons stål, hvilket gjorde det til Kinas tredjestørste stålproducent og verdens femtestørste. (pinyin source: Cozy Website Arkiveret 26. maj 2007 hos  Wayback Machine)

## Historie
Datterselskabet Wuhan Iron and Steel Company Limited (SSE: 600005) blev børsnoteret på Shanghai Stock Exchange i 1999.
I september 2012 overtog Wuhan Iron and Steel autokomponentproducenten Tailored Blanks fra ThyssenKrupp. Prisen var ukendt men på daværende tidspunkt havde Tailored Blanks et årligt salg på 700 millioner Euro.